# August Harambašić
August Harambašić (ur. 14 lipca 1861 w Donjim Miholjacu, zm. 16 lipca 1911 w Stenjevacu) – chorwacki pisarz, poeta, prawnik, polityk, tłumacz i publicysta.

## Życiorys
W 1879 roku ukończył gimnazjum w Osijeku. Studiował prawo na uniwersytetach w Wiedniu i Zagrzebiu. Studia ukończył w 1884 roku; stopień naukowy doktora uzyskał 8 lat później. W czasach studenckich był pisarzem oraz redaktorem czasopism „Hrvatska vila” i „Balkan”. Po studiach pracował także w kancelarii prawniczej Josipa Franka. W 1895 roku podjął się obrony studentów, którzy spalili węgierską flagę w Zagrzebiu. Uprawnienia adwokata uzyskał w 1900 roku.
Jako tłumacz na język chorwacki przełożył m.in. utwory Christa Botewa, Tarasa Szewczenki, Henryka Sienkiewicza i Józefa Ignacego Kraszewskiego. Jego twórczość charakteryzuje się tematyką miłosną i patriotyczną. Tworzył wiersze, narracje poetyckie, satyry, libretta, felietony. Był krytykiem literackim i teatralnym. Za publikację wiersza „Tri molitve” został skazany na 15 lat i 6 miesięcy pozbawienia wolności i utracił czasowo prawa obywatelskie. Karierę literacką zakończył w 1902 roku.
Pod koniec lat 80. XIX wieku związał się ze środowiskami prawicowymi. Był członkiem Partii Prawa. Trzykrotnie uzyskiwał mandat do chorwackiego parlamentu. W 1900 roku został wybrany pierwszym sekretarzem organizacji „Društvo hrvatskih književnika”. W latach 1903–1905 był członkiem Komitetu Centralnego Chorwackiej Partii Prawa. Popierał politykę Koalicji Chorwacko-Serbskiej. Opowiadał się za przeprowadzeniem reformy konstytucyjnej oraz za zjednoczeniem Królestwa Dalmacji z Trójjedynym Królestwem Chorwacji, Slawonii i Dalmacji. W 1909 roku został powołany przez bana Pavla Raucha na stanowisko sekretarza stanu w Departamencie Kultu i Edukacji.
Zmarł w 1911 roku w szpitalu psychiatrycznym.

## Wybrane publikacje
- Ružmarinka (1882)
- Slobodarka (1883)
- Sitne pjesme (1886)
- Nevenka (1892)
- Izabrane pjesme (1895)
- Pjesničke pripovijesti (1889)
- Zlatka (1885)
- Armida (1896)[1]